# Cardinia Reservoir
Das Cardinia Reservoir ist ein Stausee im Süden des australischen Bundesstaates Victoria und liegt in der Nähe von Emerald, ca. 45 km südöstlich von Melbourne. Der Bau des 287 Mio. m³ Stausees begann im Mai 1970 und wurde 1973 fertiggestellt. Die Anlage des Stausees kostete mehr als 11,4 Mio. AU$.

## Geschichte
In den 1960er-Jahren wurde es offensichtlich, dass die Wasserversorgung Melbournes unzureichend war und ein weiterer Stausee gebraucht wurde. Der Cardinia Creek fließt von den Dandenongs nach Südwesten bis Emerald und dann nach durch kleine Hügel vor der Stadt nach Süden bis zum Western Port. Diese kleinen, aber scharf abgegrenzten Hügel wählte man als Standort für den neuen Stausee. Mit dem Bau eines großen Absperrbauwerks und einigen kleineren Staumauern in den Hügeln war der große Stausee fertig.
Der Bau wurde 1973 fertiggestellt, es dauerte aber noch vier Jahre, bis der See vollständig gefüllt war. Neben dem Cardinia Creek liefert das Silvan Reservoir einen Großteil des Wassers. Die Umgebung des Stausees wurde für 1 Mio. AU-$ in einen Erholungspark mit Picknickplätzen, Spielplätzen, Parkplätzen und Wanderwegen umgestaltet.

### Zeitschiene
Einige wichtige Ereignisse in der Geschichte des Cardinia Reservoir waren:
- 1966: Die Pläne zum Bau des Cardinia Reservoir und des Thomson-Stausees wurde von der Regierung von Victoria genehmigt. Der Bau des Tarago Reservoirs begann 1966 und wurde 1969 beendet. Dieser Stausee wurde von der State Rivers and Water Supply Commission (SR&WSC) gebaut, um die Wasserversorgung dem steigenden Bedarf des Verwaltungsbezirks anzupassen.
- 1967: Melbourne hatte unter einer großen Dürre zu leiden und im Sommer 1967/1968 gab es Wasserrationierungen. In der Folge wurden die Pläne für die Stauseen Cardinia und Thomson weiter vorangetrieben.
- 1973: Der Bau des Cardinia Reservoirs durch Melbourne and Metropolitan Board of Works (MMBW) wurde abgeschlossen. Als Teil des Programms der victorianischen Regierung zur Fluorisierung des Trinkwassers begann der Bau von Fluorisierungswerken.
- 1981: Steigender Wasserbedarf auf der Mornington-Halbinsel führte zu einer erneuten Überlastung der Gebietswasserversorgung. Trotz der Verbesserung der lokalen Wasserversorgung musste zunächst Wasser aus dem MBW-Stausee Cardinia abgezweigt werden.
- 1993: Der Export von Tafelwasser "Australia Pure" aus dem Cardinia Reservoir nach Europa und in die USA begann.

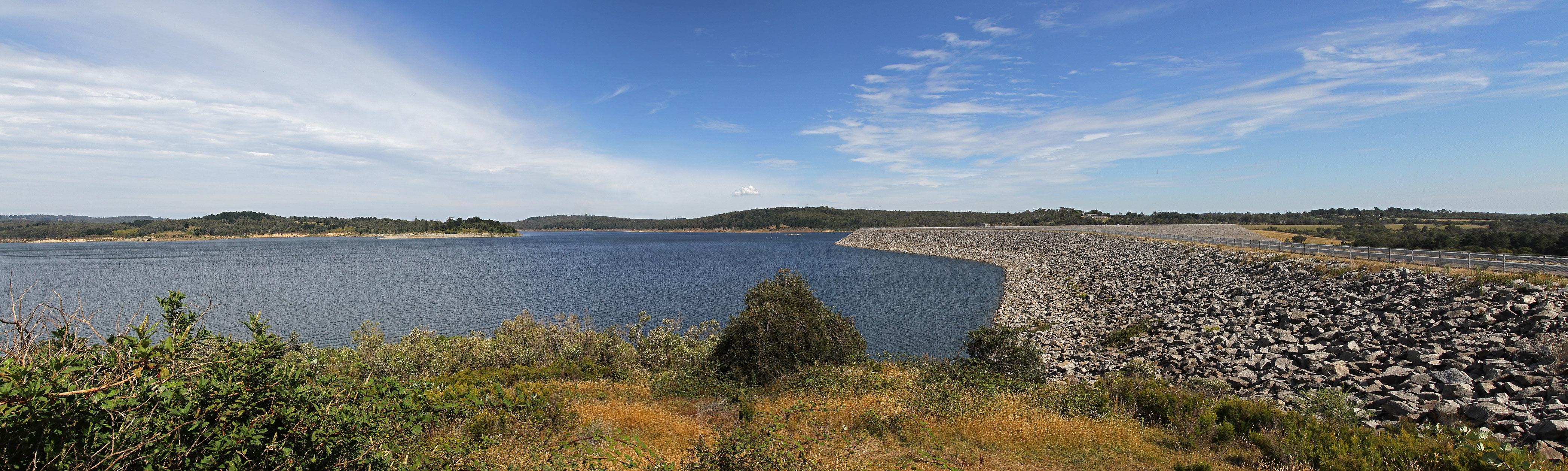
Blick von Osten nach Süden an der Hauptstaumauer des Cardinia Reservoirs entlang

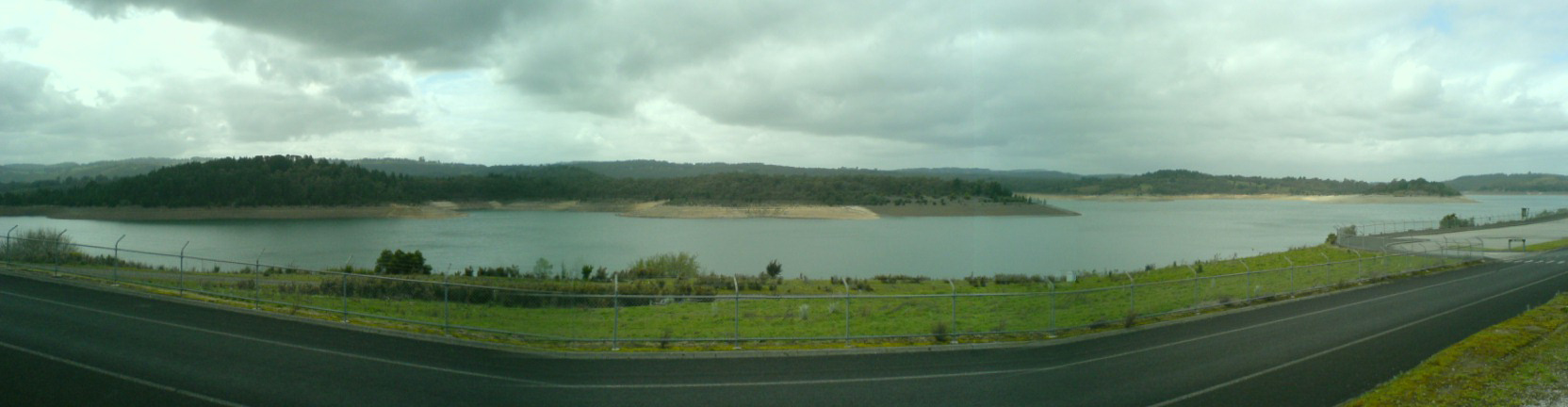
Panoramablick nach Osten

## Betrieb
Das Cardinia Reservoir wird über eine Pipeline mit Wasser aus dem Silvan Reservoir gespeist. Ein 3,5 MW-Kraftwerk am Auslauf dieser Pipeline liefert Elektrizität, sobald Wasser in das Cardinia Reservoir eingeleitet wird. Das Trinkwasser aus dem Stausee versorgt die südlichen und südöstlichen Stadtviertel von Melbourne und die Mornington-Halbinsel.
Der Stausee wird von Melbourne Water betrieben.